# Battaglia di Marignano
La battaglia di Marignano, detta anche la battaglia dei giganti, fu uno scontro armato avvenuto tra il 13 e 14 settembre 1515 a Melegnano e San Giuliano Milanese, 16 km a sud est di Milano per il controllo del Ducato di Milano.
La battaglia vide la vittoria dell'alleanza franco-veneta (costituitasi dopo il cambio di alleanze nella Lega Santa), ossia dei francesi di Francesco I coadiuvati da alcuni lanzichenecchi e - verso la fine della battaglia - dalle forze della Repubblica di Venezia. Sul fronte opposto erano schierati gli svizzeri, che dal 1512 avevano il controllo effettivo del Ducato di Milano, anch'esso presente nella figura del duca Massimiliano Sforza con i suoi cavalieri e fanti.

## Prologo
Il 24 agosto 1515 un'asta per l'assegnazione di cariche pubbliche in cambio di fondi per la guerra ebbe luogo al Maggior Consiglio della Repubblica di Venezia.
Il prologo della battaglia fu lo straordinario passaggio delle Alpi di una grande armata francese composta, alla fine, da circa 55 000 uomini e 40 o 70 enormi cannoni, che passò per la gran parte attraverso una strada appena costruita che si snodava lungo il Colle della Maddalena o di Argentera. Il merito fu dell'ingegnere spagnolo Pedro Navarro, caduto in disgrazia presso il suo sovrano e assoldato dal re francese, che individuò e rese praticabile, comandando i genieri, un itinerario precedentemente sconosciuto. Questa fu considerata una delle imprese militari più importanti dell'epoca e ricordò la traversata di Annibale. A Villafranca Piemonte i francesi, guidati da Jacques de La Palice, sorpresero e catturarono il comandante pontificio, Prospero Colonna, in un'audace incursione di cavalleria in profondità dietro le linee alleate.
Questo fatto colse di sorpresa gli svizzeri, i quali controllavano i colli del Moncenisio e del Monginevro, che si ritirarono verso Milano.

### I negoziati di Gallarate
Una serie di colloqui fu intrapresa nel settembre 1515 (colloqui di Gallarate), durante la quale Francesco I offrì ulteriori concessioni agli svizzeri, giungendo al Trattato di Gallarate (9 settembre). I francesi negoziarono direttamente con il Papa alle spalle dei confederati. Il duca di Milano era lento a pagare cosicché il soldo ed il cibo erano scarsi. In breve, dopo la firma del trattato, il Canton Berna, Friburgo, Vallese e Soletta, si ritirarono con 10 000 confederati.

### Forze in campo
I francesi avevano una forza imponente, composta di 2 950 cavalieri pesanti, 1 500 cavalieri leggeri, 10 000 fanti, 26 000 lanzichenecchi di cui 6000 veterani della "banda nera" (detta così per i colori delle bandiere e delle armature), qualche migliaio di mercenari italiani e 70 pezzi d'artiglieria.
Accanto agli svizzeri combatterono poche centinaia di cavalieri e fanti milanesi poiché l'esercito sforzesco aveva praticamente cessato di esistere. Alcuni sostenitori del Duca, contadini male armati, briganti e partigiani (ghibellini) che già avevano combattuto contro i francesi negli anni precedenti, rimasero nei dintorni della battaglia senza intervenire, probabilmente perché era stato loro ordinato di agire solo se l'esercito nemico fosse stato messo in fuga. Verosimilmente il loro vero unico scopo, in caso di vittoria, era di fare bottino.
Il contributo milanese alla difesa del ducato fu quindi minimo; anzi un numero quasi uguale, o forse addirittura superiore, di soldati milanesi si trovava, come partigiano della Francia e di Gian Giacomo Trivulzio (guelfi), nel campo avverso.

## La battaglia

### Preparativi
Il 12 settembre Massimiliano Sforza, Matthäus Schiner, Markus Röist e i principali comandanti svizzeri si riunirono in assemblea nella rocchetta del Castello Sforzesco di Milano per decidere se scendere in battaglia contro i francesi o meno. Le opinioni erano contrastanti, parte degli svizzeri voleva ritirarsi in patria, altri erano contrari allo scontro campale a causa della posizione favorevole dei francesi presso Melegnano e dal momento che si sarebbe potuto sfruttare il supporto delle truppe pontificie al comando di Lorenzo de' Medici ed imperiali al comando di Raimondo di Cardona, accampate presso Piacenza. Prevalse la posizione interventista di Schiner che poteva contare sull'appoggio della maggior parte dei capitani e su quello del presidio della città.
Nella notte tra il 12 e il 13 settembre fu ordinato a Muzio Colonna, al comando di un reparto di cavalleggeri, di provocare i francesi che già da giorni inviavano piccole unità di cavalleria sino alle porte della città scontrandosi in scaramucce con la fanteria svizzera. La mattina del 13 settembre gli svizzeri si riunirono nella piazza del Castello e Schiner arringò ai soldati incitandoli alla battaglia, riuscendo ad ottenere la maggioranza dei consensi per alzata di mano. I contrari si prepararono al ritorno in Svizzera.
Schiner, certo della vittoria, si mise a cavallo alla testa dell'esercito continuando ad incitare i soldati, seguito dai cantoni più favorevoli alla battaglia ovvero Glarona, Svitto, Untervaldo, Uri, dai freiknechte di Berna, Friburgo e Soletta, quindi da quelli di Zurigo cui si aggiunsero lungo la strada alcune squadre di cavalleria sforzesche e volontari milanesi. L'esercito mosse dal Castello raggiungendo la basilica di San Giovanni in Conca ed uscì dalla città attraverso Porta Romana. Si divise poi in tre colonne: la prima, al centro, costituita dall'avanguardia e dall'artiglieria, marciò lungo la via Emilia, la seconda, alla sua destra, costituita dal corpo centrale, lungo la strada di Chiaravalle e l'ultima, alla sua sinistra, la retroguardia, lungo la cosiddetta "strada delle farine" che attraversava i piccoli borghi agricoli di Morsenchio, Triulzo, Monticello, Bolgiano giungendo a Zivido. Fu questa colonna che incontrò gli avamposti francesi nei pressi di Monticello e Bolgiano, oggi nuclei urbani di San Donato Milanese, le cui truppe furono costrette a ritirarsi verso Melegnano. Nel frattempo l'avanguardia aveva inspiegabilmente fatto fuoco con una decina di falconetti, a quanto pare per sollevare ulteriormente il morale degli uomini, mossa che determinò l'impossibilità di ogni attacco a sorpresa a danno dei francesi in quella giornata. I francesi, tuttavia, erano già stati informati dei movimenti degli svizzeri da cavalleggeri, spie e persino da alcuni prigionieri a cui inizialmente non fu dato credito.
Nel tardo pomeriggio Muzio Colonna propose di accamparsi nelle marcite tra borghi di Civesio e di Borgo Lombardo, protette su ciascun lato dalla Vettabbia e dal Redefossi ma il suo consiglio non fu ascoltato e si decise di proseguire verso il borgo di San Giuliano che essendo parzialmente incendiato nascondeva l'accampamento nemico. I francesi si erano acquartierati a nord di Melegnano, tra Zivido e Rocca Brivio, in una distesa di campi protetti a ovest dalla Vettabbia, dal Redefossi, dalla roggia Spazzola e da altri fossati minori, ad est dal Lambro e a nord da una roggia che era stata fortificata dal Trivulzio e da Pietro Navarro con un alto argine che fungeva da bastione. A sud di questa roggia, presso Zivido, si era accampata l'avanguardia costituita da 100 lance di cavalleria pesante scelta del Trivulzio e da alcuni reparti fanteria francesi e balestrieri guasconi del Navarro; era guidata da Carlo III di Borbone-Montpensier. Il corpo centrale dell'esercito francese e il quartier generale di Francesco I si trovavano presso cascina Santa Brera mentre la retroguardia guidata da Carlo IV di Alençon si trovava presso Rocca Brivio. Complessivamente gli accampamenti francesi si estendevano per circa tre chilometri.

### Prima giornata
Gli svizzeri giunsero poco a nord di Zivido dove disposero l'artiglieria e iniziarono a tirare contro le posizioni francesi che risposero al fuoco. Verso le quattro del pomeriggio uno squadrone di 2000 picchieri svizzeri, dopo aver varcato la roggia Spazzola e il Redefossi, mosse all'assalto dell'argine difeso dall'artiglieria e dalla fanteria del Navarro riuscendo ad oltrepassarlo e a catturare sette pezzi d'artiglieria al prezzo di un gran numero di morti per poi inseguire il nemico in rotta. Secondo Le Moine l'assalto riuscì dopo una prima carica respinta dai lancieri e dall'artiglieria che aveva provocato un tal numero di morti da riempire il fossato a difesa dell'argine. I francesi a questo punto lanciarono poche centinaia di cavalieri pesanti contro il grosso della fanteria svizzera, ben 14000 uomini, che era sopraggiunta ma l'efficacia della carica fu ridotta dalla natura del luogo, ricco di rogge e fossati.
Negli scontri cadde Francesco di Borbone, duca di Châtellerault e fratello di Carlo. In aiuto dei francesi giunse un contingente di 1200 lanzichenecchi inizialmente schierati a difesa dell'argine, che attaccarono il fianco della fanteria svizzera ma furono presto sconfitti, costretti a ritirarsi e inseguiti da ottomila svizzeri. Vedendo che l'avanguardia stava ormai cedendo, Francesco I decise di attaccarli personalmente con 300 cavalieri pesanti, 5000-6000 lanzichenecchi e alcuni pezzi d'artiglieria. Durante lo scontro gli svizzeri e i lanzichenecchi apparivano talmente simili che si aveva difficoltà a distinguerli. Seguì un attacco portato da alcuni reparti di cavalleria e da migliaia di fanti francesi al comando di Carlo di Borbone. La mossa di Francesco I permise ai francesi di evitare la disfatta e costrinse gli svizzeri ad accamparsi per la notte in una zona paludosa nota come "il pontile", presso San Giuliano, protetta da boschi, rogge o fossati su tutti i lati. Verso le ventitre Schiner, Röist ed Engelhart si ritrovarono in una casa del borgo per decidere il da farsi.

### Seconda giornata
Durante la notte i francesi lanciarono diversi attacchi per cercare di costringere gli svizzeri ad abbandonare le loro posizioni ma non vi riuscirono. Il Trivulzio fece allagare dai suoi guastatori il fossato che si trovava a protezione dell'argine già citato. Poco dopo l'alba i due eserciti si schierarono per la battaglia.
Il centro dello schieramento svizzero era tenuto dai "vecchi cantoni": Uri, Glarona, Untervaldo e Svitto e gli era stato assegnato il compito di assaltare il corpo principale dell'esercito francese. Sull'ala sinistra c'erano i cantoni di Basilea, Sciaffusa e Lucerna che avrebbero dovuto attaccare sul fianco il duca d'Alençon, disperdendone i ranghi per poi supportare il corpo centrale contro il re. Alla destra operavano, Appenzello, San Gallo e Zurigo, i meno motivati alla battaglia, che avrebbero dovuto sostenere l'attacco dei francesi guidati da Carlo III di Borbone. Tra gli zurighesi appariva anche un giovane cappellano di nome Zwingli, figura importante nella riforma protestante.
Come da piani, il corpo centrale degli svizzeri attaccò il corrispettivo francese ma prima di riuscire a raggiungerlo l'artiglieria nemica ne decimò i ranghi tanto che una parte, terrorizzata dal fuoco dei cannoni, decise di abbandonare il campo. I restanti cercarono di nuovo di suparare il fossato e argine posto a difesa dell'accampamento ma subirono gravi perdite poiché venivano continuamente bersagliati dai quadrelli dei balestrieri guasconi e dal tiro degli schioppettieri che si alternavano per la necessità di ricaricare le rispettive armi. Dopo essere riusciti ad oltrepassarlo riuscirono a catturare sedici cannoni ma furono presto affrontati dai lanzichenecchi e dalla cavalleria reale. Nella zuffa fu ferito persino lo stesso Francesco I. I cavalieri del Trivulzio e le truppe del Navarro mossero allora contro il fianco sinistro del corpo centrale svizzero costringendolo a combattere su due fronti. Verso mezzogiorno gli svizzeri, avendo catturato quattro cannoni ma a corto di munizioni o con schioppi malfunzionanti perché bagnati, furono costretti a ritirarsi. Nel frattempo, verso le nove del mattino, l'ala sinistra svizzera, forte di 5000-6000 uomini, era riuscita a mettere in fuga la cavalleria del duca d'Alençon ma i capitani Aymar de Prie e Robert Stuart d'Aubigny riuscirono a riorganizzare i fuggitivi e opposero resistenza impedendo agli svizzeri di raggiungere il fianco sinistro del corpo centrale francese.
Poche ore dopo l'inizio degli scontri giunse sul campo di battaglia un esercito di 12000 veneti guidato da Bartolomeo d'Alviano che attaccò nel fianco due squadre di fanteria dell'ala sinistra svizzera. Questi inizialmente riuscirono a resistere disperdendo la cavalleria veneta, poi però, data la notevole inferiorità numerica, si diedero alla fuga venendo poi inseguiti e decimati dai cavalieri nemici. Gli svizzeri al comando di Trüllerey di Sciaffusa si trincerarono nel borgo di Zivido e dopo aver opposto una strenua resistenza morirono nel rogo del villaggio appiccato dai soldati e dall'artiglieria veneta. Ritenendo che la battaglia fosse ormai persa l'ala destra svizzera si ritirò in ordine verso Milano senza combattere. I veneti poterono quindi attaccare da dietro il corpo centrale svizzero determinando le sorti della battaglia. Francesco I, persuaso dal Trivulzio, decise di non inseguire il nemico a differenza degli stradiotti veneziani.
La cronaca del tempo ci informa che, commosso dalla strage avvenuta, Francesco I fece celebrare nella chiesa di San Giuliano Milanese messe solenni per ben tre giorni ed in seguito (1518) fece erigere la cappella espiatoria, con annesso monastero, detta di Santa Maria della Vittoria, affidata all'ordine dei padri Celestini di Francia. 
Fra i comandanti francesi era presente anche Gaspard I de Coligny, incaricato del coordinamento con le truppe venete. La sua attività deve aver avuto notevole importanza e dovette essere stata svolta con capacità se poi, per questa ragione, il de Coligny ottenne da Francesco I il titolo di maresciallo di Francia.

## Conseguenze
Con la pace di Noyon (1516), Milano fu restituita alla Francia. Il trattato di pace tra Francia e Svizzera, chiamato Trattato di Friburgo, non venne mai più infranto fino all'intervento decisivo della Francia napoleonica in Svizzera alla fine del diciottesimo secolo.
Marignano stabilì la superiorità dell'artiglieria francese (fabbricata in lega di bronzo) e quello della cavalleria sulla tattica a falange della fanteria svizzera, fino ad allora quasi invincibile. Importante fu anche l'uso di trincee e di fortificazioni campali per fermare gli svizzeri (tattica già utilizzata da italiani e spagnoli al medesimo scopo) e l'impiego massiccio di armi da fuoco e balestre per indebolire i solidi quadrati elvetici. Per la ennesima volta i picchieri lanzichenecchi non riuscirono a reggere l'impatto coi picchieri svizzeri: malgrado l'appoggio della cavalleria e delle artiglierie il primo giorno gli svizzeri sfondarono la prima linea in una sola ora avanzando di un miglio e solo il buio salvò la seconda linea. Con la ripresa dei combattimenti la linea dei lanzichenecchi fu di nuovo sfondata.
Marignano rappresentò, nel contempo, la fine dell'avventura espansionistica svizzera. Dopo un'impressionante serie di vittorie (sul duca di Borgogna, contro l'esercito imperiale di Massimiliano I d'Asburgo e contro i francesi in Lombardia), i Confederati non tentarono più offensive militari extraterritoriali. In seguito alla sconfitta i Confederati persero la propria influenza sul Ducato di Milano e cedettero alla Francia i baliaggi acquisiti due anni prima con la Battaglia di Novara (1513): la Valcuvia e la Valtravaglia. Il Vallese, che aveva combattuto a fianco dei Confederati, perse a sua volta la Val d'Ossola.

## Memorie della battaglia
Ricordano la battaglia, fra l'altro:
- un bassorilievo di Pierre Bontemps che decora la tomba di Francesco I a Saint-Denis;
- un quadro di Antoine Caron per Fontainebleau (ora alla National Gallery of Canada, Ottawa);
- un dipinto di Alexandre-Évariste Fragonard nella Galleria delle Battaglie della Reggia di Versailles;
- la famosa composizione musicale di Clément Janequin, la chanson La bataille de Marignan. In tale composizione vocale, pare si attesti la prima onomatopea che rimanda al suono dei cannoni;
- un affresco della scuola di Giulio Romano[6] nella loggia di Palazzo Gonzaga-Acerbi a Castel Goffredo (Mn).[7]